# Eric Vigeanel
Eric Vigeanel (Saint-Mandé, 4 de agosto de 1972) es un jinete francés que compitió en la modalidad de concurso completo. Ganó una medalla de plata en el Campeonato Europeo de Concurso Completo de 2007, en la prueba por equipos.

## Palmarés internacional
| Campeonato Europeo | Campeonato Europeo          | Campeonato Europeo | Campeonato Europeo |
| Año                | Lugar                       | Medalla            | Categoría          |
| ------------------ | --------------------------- | ------------------ | ------------------ |
| 2007               | Pratoni del Vivaro (Italia) | Medalla de plata   | Por equipos        |